# Birger Larsen (labdarúgó)
Birger Hvirring Larsen (Koppenhága, 1942. március 27. – 2024. január 28.) válogatott dán labdarúgó, hátvéd.

## Pályafutása
1961 és 1969 között a BK Frem labdarúgója volt. 1963 és 1966 között 12 alkalommal szerepelt a dán válogatottban.

## Fordítás
- Ez a szócikk részben vagy egészben  a   Birger Larsen (footballer) című angol Wikipédia-szócikk fordításán alapul.  Az eredeti cikk szerkesztőit annak laptörténete sorolja fel. Ez a jelzés csupán a megfogalmazás eredetét és a szerzői jogokat jelzi, nem szolgál a cikkben szereplő információk forrásmegjelöléseként.